# Bodo Ramelow
Bodo Ramelow [ˈboːdo ˈʁaməlo], född 16 februari 1956 i Osterholz-Scharmbeck i dåvarande Västtyskland, är en tysk politiker tillhörande vänsterpartiet Die Linke. Han är ministerpresident i förbundslandet Thüringen sedan 4 mars 2020 och var tidigare ministerpresident från 5 december 2014 till 5 februari 2020. Han blev 2014 den förste regeringschefen i något tyskt förbundsland från partiet Die Linke, som bildades genom reformering av Tysklands socialistiska enhetsparti, det gamla östtyska kommunistpartiet.
Ramelow arbetade ursprungligen som handelsanställd och var sedan anställd på fackliga poster 1981-1999. Han var därefter ledamot av Thüringens lantdag från 1999 till 2005, från 2001 som gruppledare för Die Linke tillika oppositionsledare. Från 2005 till 2009 var han ledamot av Tysklands förbundsdag och vice gruppordförande för Die Linke. Från 2009 till 2014 var han åter gruppledare för Die Linke i Thüringens lantdag.
I lantdagsvalet i september 2014 fick Die Linke, SPD och Die Grünen en knapp majoritet, med 46 av 90 mandat. Die Linke var största parti inom den röd-röd-gröna majoriteten, och Ramelow kunde därför tillträda som ministerpresident.
I lantdagsvalet i oktober 2019 förlorade den röd-röd-gröna koalitionen sin majoritet, även om Die Linke gick fram och blev största parti. 5 februari 2020 efterträddes han av Thomas Kemmerich från FDP, som tillträtt med stöd från CDU och Alternativ för Tyskland och meddelade sin avgång redan 8 februari efter omfattande kritik på nationell nivå. Kemmerich satt kvar i en expeditionsministär tills en ny ministerpresident utsågs. I tredje röstomgången av den nya ministerpresidentomröstningen den 4 mars 2020 valdes Ramelow på nytt med enkel majoritet av rösterna till ministerpresident, i spetsen för en minoritetskoalition.